# Eggeslevmagle Sogn
Eggeslevmagle Sogn 
ist eine Kirchspielsgemeinde (dän.: Sogn)
auf der Insel Sjælland in Dänemark.
Bis 1970 gehörte sie zur Harde Vester Flakkebjerg Herred im damaligen Sorø Amt, danach zur Skælskør Kommune im Vestsjællands Amt, die im Zuge der  Kommunalreform zum 1. Januar 2007 in der Slagelse Kommune in der Region Sjælland aufgegangen ist.

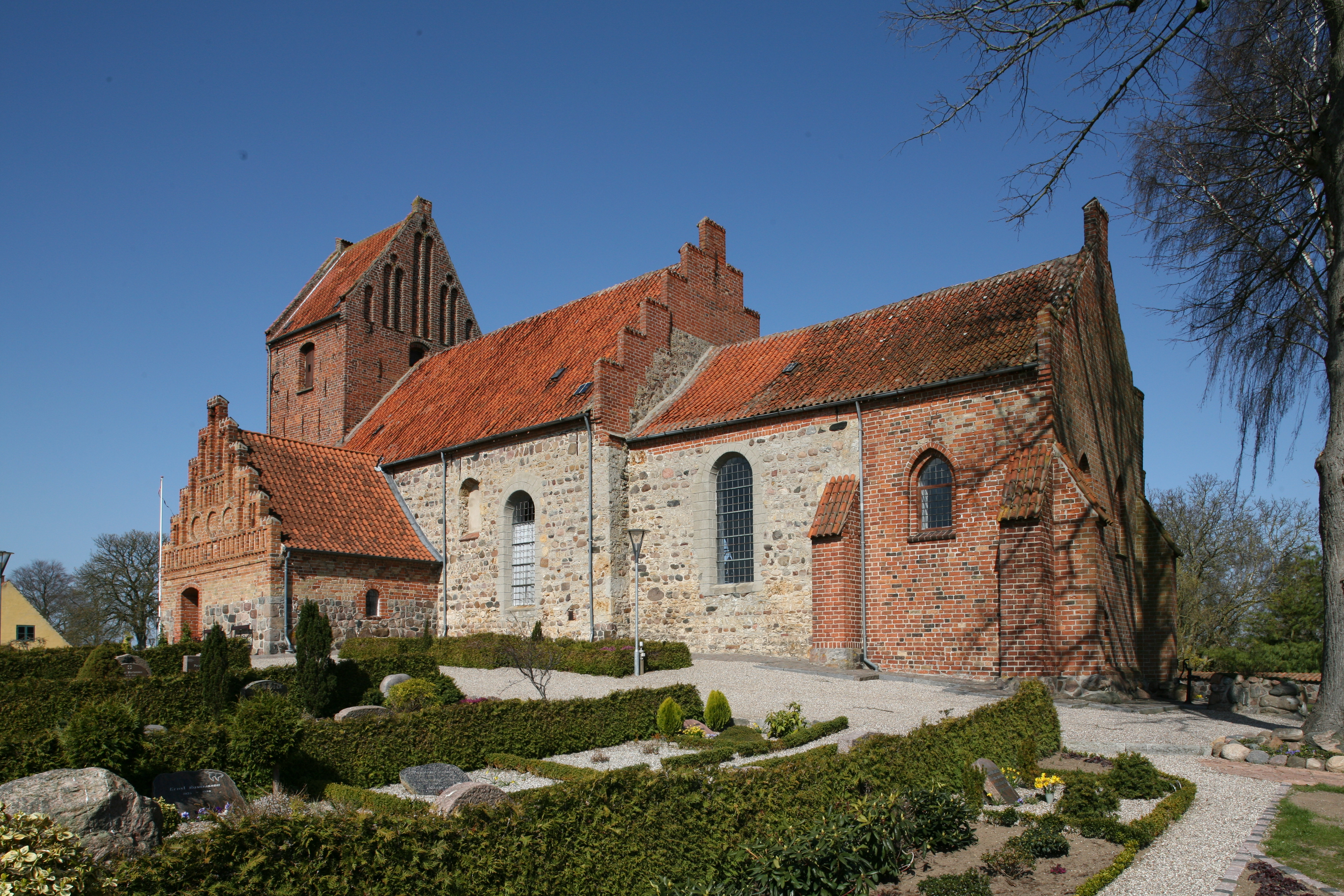
Eggeslevmagle Kirke

Im Kirchspiel leben 3149 Einwohner, davon 0 im Kirchdorf. Ein wesentlicher Teil der Einwohner gehört zu den  34.648 Einwohnern von Slagelse (Stand: 1. Januar 2023).
Im Kirchspiel liegt die Kirche „Eggeslevmagle Kirke“.
Nachbargemeinden sind im Westen Boeslunde Sogn, im Norden Hemmeshøj Sogn und Fårdrup Sogn, im Osten Flakkebjerg Sogn und Høve Sogn, im Süden Tjæreby Sogn und im Südwesten Magleby Sogn.